# Adidas Azteca

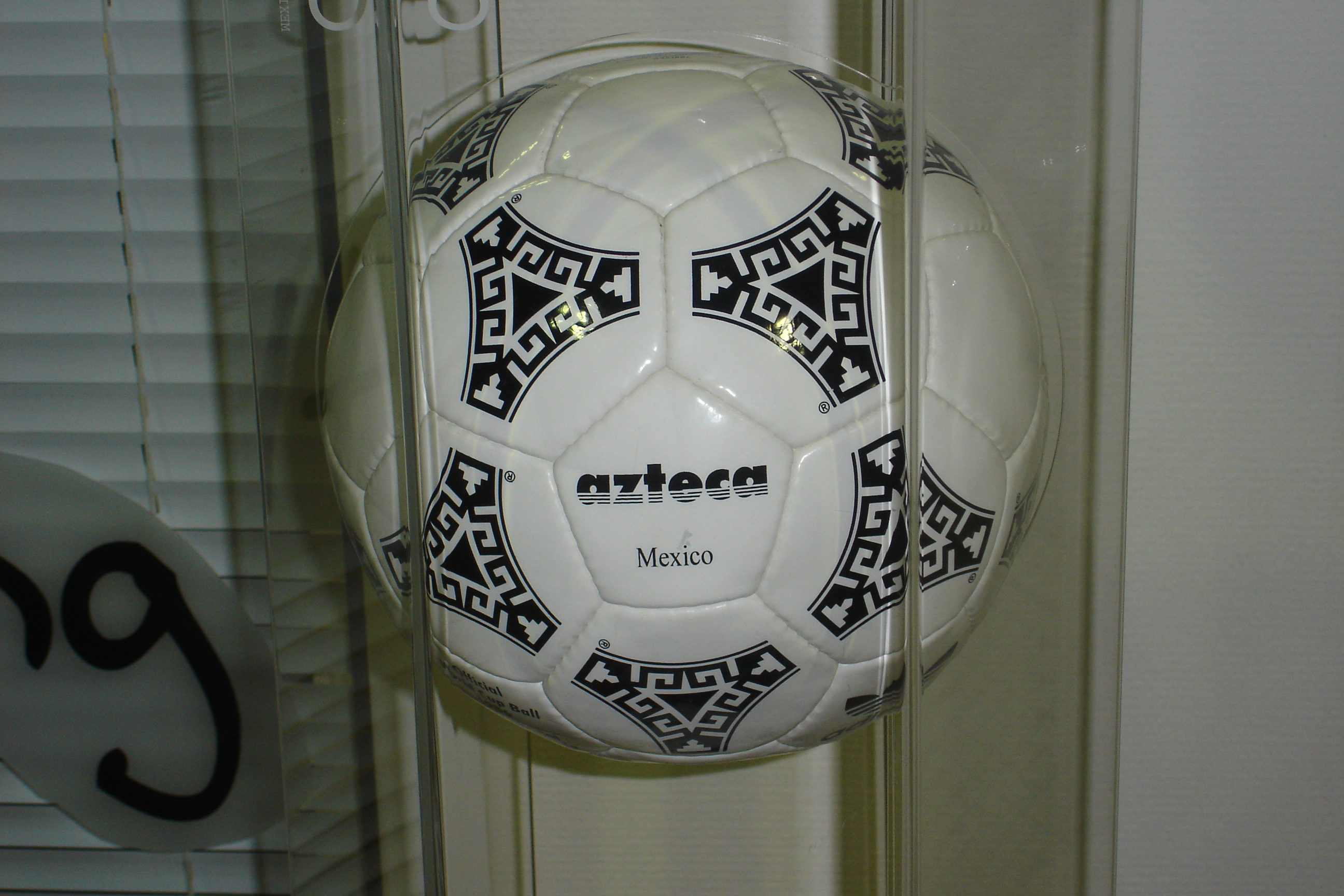
Adidas Azteca

Azteca Mexico foi uma bola de futebol produzida pela empresa Adidas foi a bola oficial da Copa do Mundo FIFA de 1986 realizada no México. Foi a bola na qual o jogador argentino Diego Maradona marcou o gol "La Mano de Dios".
O design, elaboradamente decorado, foi inspirado na arquitetura nativa asteca.